# George Smith Patton
George Smith Patton (San Gabriel, 11 novembre 1885 – Heidelberg, 21 dicembre 1945) è stato un generale statunitense durante la seconda guerra mondiale e un grande esperto nell'impiego dei mezzi corazzati. Dotato di una solida personalità, determinato e risoluto, a volte eccessivamente impulsivo ed eccentrico, dimostrò grande capacità di comando e notevole preparazione strategica durante la campagna di Sicilia e soprattutto sul fronte occidentale nel 1944-45, guidando con grande energia le sue truppe in una serie di brillanti vittorie fino al cuore della Germania. La risolutezza e la determinazione gli valsero il soprannome di "generale d'acciaio".

## Biografia

### Gli inizi
George Smith Patton nacque a San Gabriel, un sobborgo di Los Angeles, in California, l'11 novembre 1885; proveniva da una ricca famiglia della Virginia di antica tradizione militare; suo nonno, durante la guerra di secessione, colonnello confederato George S. Patton, Sr. era morto nel 1864 nella terza battaglia di Winchester. Il prozio, il tenente colonnello confederato Waller T. Patton era morto durante la carica di Pickett nella battaglia di Gettysburg del 1863.
Nel 1909 il giovane George uscì ufficiale di cavalleria dall'accademia militare di West Point, classificandosi primo del suo corso.

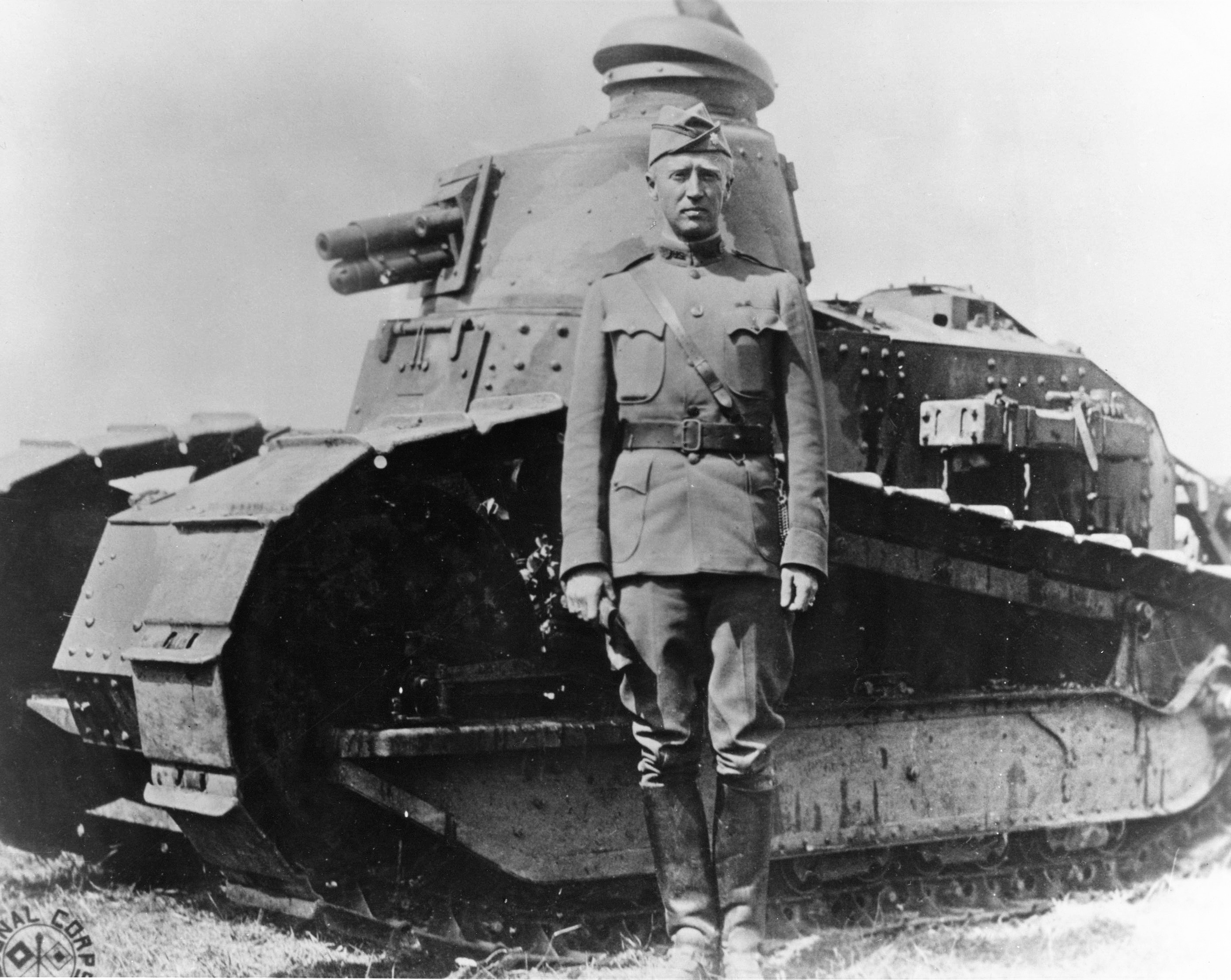
Patton in posa di fronte a un Renault FT nell'estate del 1918

Nel 1912 il giovane Patton partecipò alla V Olimpiade a Stoccolma nella gara di pentathlon moderno, inserita per la prima volta nel programma olimpico. Iniziò con un modesto ventesimo posto nella prova di tiro (150 punti su 200), ma recuperò posizioni nelle prove successive. Fu settimo nel nuoto (300 metri in 5'55"6), quarto nella scherma (20 scontri vinti e sole 4 sconfitte), sesto nell'equitazione (percorso netto di 5 km e 17 ostacoli in 10'42") e infine terzo nella corsa (4 000 metri in 20'01"9). Nella classifica finale fu quinto, dietro a quattro atleti svedesi.
Acquisì una certa esperienza militare al fianco del generale John Joseph Pershing, nella campagna del Messico (1916-1917) contro Pancho Villa. Durante la spedizione contro Pancho Villa, in un conflitto a fuoco uccise Julio Cárdenas – il braccio destro di Villa – montando una mitragliatrice su un'auto (così nacque la sua ammirazione verso l'utilizzo delle unità meccanizzate in guerra); e fu promosso capitano. Seguì Pershing anche quando fu a capo della spedizione americana in Europa, allo scoppio della prima guerra mondiale. In Europa accumulò conoscenze sull'utilizzo dei carri armati.

### OperazioneTorche campagna di Tunisia
Nel 1938 fu promosso colonnello e comandante del V Reggimento di Cavalleria; nel 1940 fu promosso Brigadiere Generale e l'anno seguente, nel 1941, divenne maggiore generale. Dopo aver conseguito alcune specializzazioni (ancora nell'uso dei mezzi corazzati), nel 1941, fu messo a capo della 2ª Divisione corazzata e nel 1942 prese parte all'operazione Torch, dirigendo lo sbarco in Marocco alla testa della cosiddetta Western Task Force.Rimase in Marocco per organizzare il I Corpo d'armata corazzato in preparazione dello sbarco in Sicilia, ma, dopo il disastro della battaglia del passo di Kasserine, fu incaricato dal generale Dwight Eisenhower del comando, dal 6 marzo 1943 delle forze americane in Tunisia, raggruppate nel II corpo d'armata, al posto del generale Lloyd Fredendall.
Il generale dimostrò subito estrema risolutezza, riuscì a riorganizzare le sue forze e sollevare il morale delle truppe molto scosso dopo la serie di sconfitte, ma non ottenne grandi risultati. Il II corpo d'armata passò all'offensiva il 17 marzo 1943 ma i ripetuti attacchi alla stretta di Maknassy, dal 23 al 25 marzo, furono respinti dai tedeschi nonostante la superiorità di uomini e mezzi degli americani. Patton riuscì a respingere un contrattacco di panzer a El Guettar il 24 marzo, ma una nuova serie di attacchi a Fondouk e a El Guettar il 27 e 28 marzo, terminarono con pesanti perdite e scarsi risultati; i difensori italo-tedeschi mantennero le loro posizioni. Comandò il ricongiungimento delle forze statunitensi con quelle dell'8ª Armata britannica di Bernard Law Montgomery. Tra i suoi più stretti collaboratori in questa fase della guerra c'era l'allora maggiore generale Omar Bradley.

### Lo sbarco in Sicilia e il massacro di Biscari
Patton era uno dei più energici comandanti americani ed ebbe il comando della 7ª Armata impegnata nello sbarco in Sicilia del 10 luglio 1943. Prima dello sbarco aveva pubblicamente esortato i suoi uomini a non avere pietà: "Se si arrendono non badare alle mani alzate. Mira tra la terza e la quarta costola, poi spara. Si fottano, nessun prigioniero! È finito il momento di giocare, è ora di uccidere! Io voglio una divisione di killer, perché i killer sono immortali!" Nei giorni successivi allo sbarco avvennero diversi sanguinosi eccidi operati dalla settima armata statunitense. Il più atroce fu l'uccisione di settantatré soldati italiani, catturati il 14 luglio durante la battaglia per la conquista dell'aeroporto di "Santo Pietro" a Biscari (oggi Acate).
L'esecuzione fu compiuta dal sergente Horace West, che da solo uccise trentasei soldati italiani prigionieri, e dal plotone del capitano John Compton, che uccise trentasette italiani (West e Compton militavano, entrambi, nella 45ª Divisione). Questo terribile atto fu reso pubblico grazie a una denuncia fatta da un cappellano della 45ª Divisione, il colonnello William King e poi confermato dalle ripetute denunce inascoltate dell'unico sopravvissuto alla strage, il soldato Giuseppe Giannola.
La testimonianza del cappellano permise lo svolgersi di un regolare processo, dal quale emerse la colpevolezza del sergente Horace West che fu condannato all'ergastolo, ma non scontò neppure un anno: il governo statunitense era infatti preoccupato dalla possibilità che l'immagine americana potesse essere compromessa, soprattutto davanti all'Italia, con la quale gli Stati Uniti avevano da poco concluso l'armistizio (8 settembre 1943).

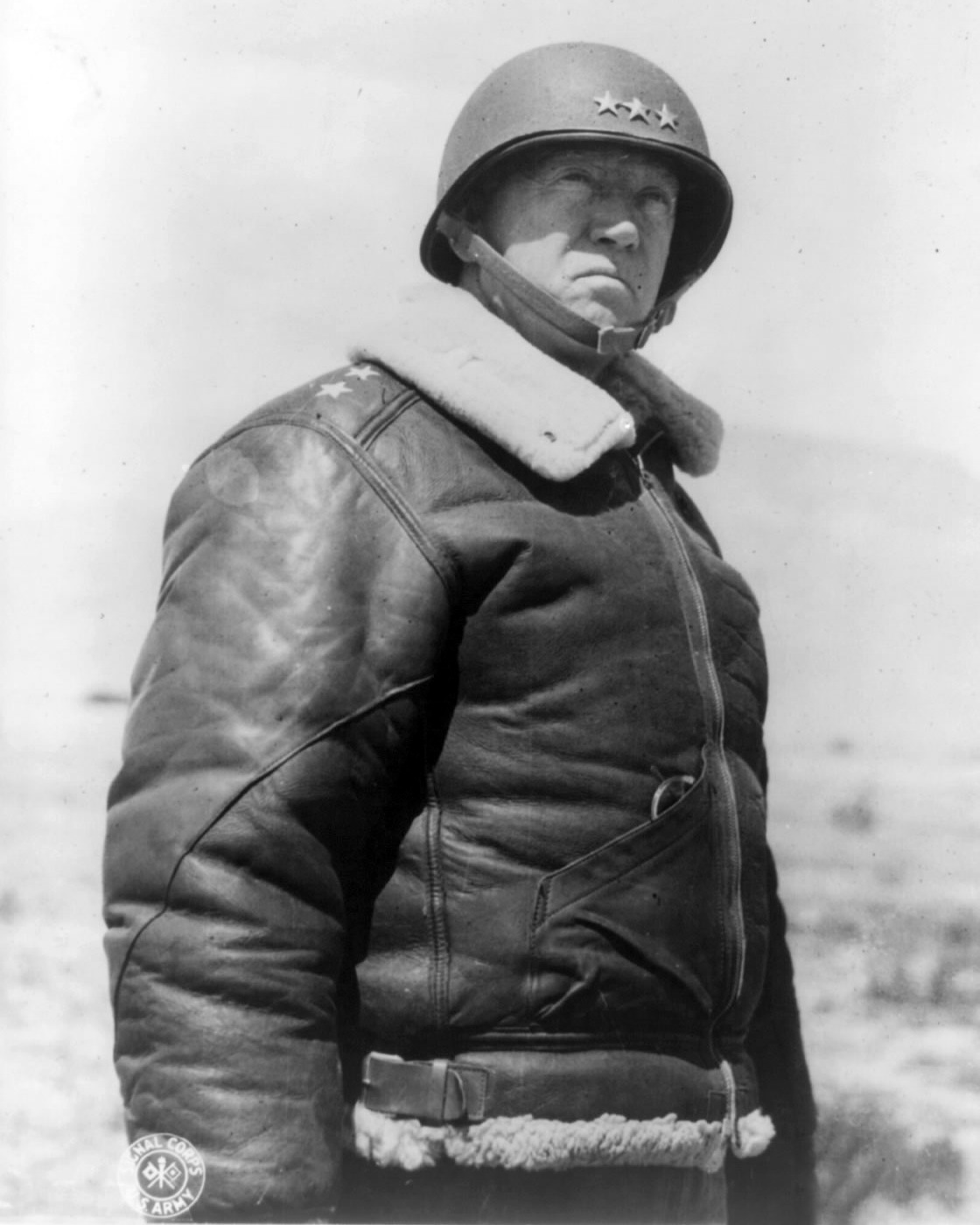
George Smith Patton, 30 marzo 1943

Il capitano John Compton, che si difese dicendo di aver eseguito gli ordini di Patton, al contrario di West fu assolto dall'accusa di aver compiuto il massacro. È noto (attraverso dichiarazioni rilasciate da decine di soldati e ufficiali, i quali testimoniarono al processo sui crimini di Biscari), che il generale Patton avrebbe detto ai suoi militari prima dello sbarco:
(George Smith Patton)
Parole inequivocabili, anche se ufficiali e soldati che avevano lavorato al fianco di Patton e avevano avuto modo di conoscerlo hanno affermato che non avrebbe mai ordinato un massacro. Ad es. un amico di George Patton, il generale Everett Hughes, scrivendo al capo dell'ispettorato di Washington, dichiarò:
È anche noto (da affermazioni contenute nel diario personale del generale) che Patton ritenesse i siciliani poco valorosi, vili e troppo arrendevoli. Ad esempio racconta nel libro Patton Generale d'acciaio a pagina 64 che "quando stavamo combattendo nelle vicinanze della città (Gela, ndr), gli abitanti erano, a dire il meno, poco amichevoli; ma da quando abbiamo dimostrato che eravamo in grado di battere sia i tedeschi, sia gli italiani, si sono perfettamente "americanizzati" e impiegano il loro tempo a chiederci sigarette".

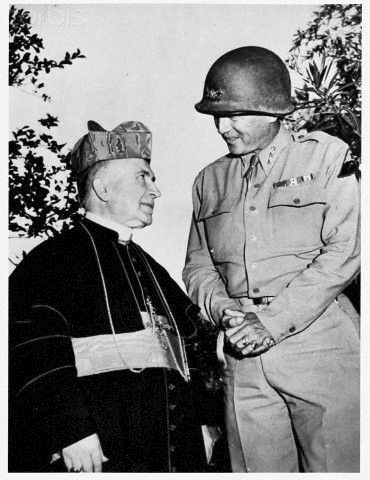
Il cardinale Lavitrano incontra a Palermo il generale George Patton. La foto è del 18 agosto 1943.

Non mancano però gli elogi al popolo italiano nel suo complesso. Al vicario del cardinale disse "sono rimasto sconcertato della testardaggine e dal coraggio degli italiani; testardi perché combattono per una causa persa, coraggiosi perché italiani". Gli episodi e i giudizi espressi da Patton sono molti e sempre influenzati dalle circostanze, e la strage resta. La spedizione in Sicilia si concluse il 17 agosto del 1943 quando lo sconfitto esercito tedesco abbandonò l'isola e si ritirò in Calabria.

### La campagna di Normandia e la fine della guerra
Pur essendo considerato impopolare presso l'alto comando alleato, Patton era ritenuto, anche dai tedeschi, uno dei maggiori esperti di guerra con carri armati. Trasferito in Gran Bretagna per lo scandalo suscitato dopo aver picchiato un soldato americano in Sicilia, Patton fu messo a capo di un'armata fasulla, il FUSAG; soltanto alcune settimane dopo lo sbarco in Normandia, avvenuto il 6 giugno del 1944, fu posto al comando della 3ª Armata; durante la battaglia di Normandia si distinse in maniera particolare nelle operazioni di conquista di alcune importanti città francesi come Nantes, Orléans, Avranches, Nancy e Metz. Respinse in maniera esemplare la controffensiva tedesca delle Ardenne (16 dicembre 1944), contrattaccando e mettendo in fuga l'esercito tedesco. Riprese l'avanzata e, superato il Reno, si spinse fino a Plzeň, città all’interno del confine cecoslovacco e distante solo 90 km da Praga; qui l'ordine diretto del generale Dwight Eisenhower gli impedì di continuare l'avanzata verso Praga che insorse spontaneamente e dopo giorni di combattimenti che costrinsero i tedeschi al ritiro fu invece raggiunta dalle armate corazzate sovietiche del maresciallo Ivan Konev l'11 maggio 1945, costringendolo a fermarsi e a congiungersi con le truppe sovietiche provenienti dall'Austria, le forze del 3º Fronte Ucraino del maresciallo Fedor Tolbuchin.

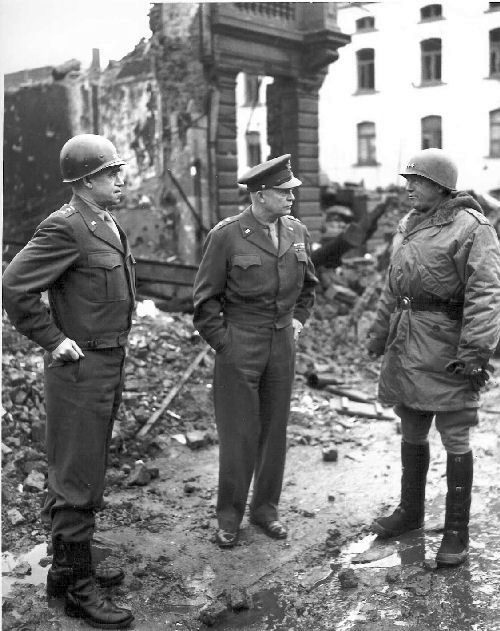
Omar Bradley, Dwight Eisenhower e Patton durante l'offensiva delle Ardenne

Sulla questione gli storici discutono ancora e, a dispetto di dietrologi che ancora imputano a Eisenhower una certa "mollezza" politica per aver voluto evitare frizioni con l'alleato sovietico, la maggior parte degli storici ritiene che la sua avanzata avrebbe creato un grave e pericoloso squilibrio nella linea strategica attentamente tracciata e fatta eseguire da Eisenhower, noto per le sue grandi capacità di organizzatore e stratega.

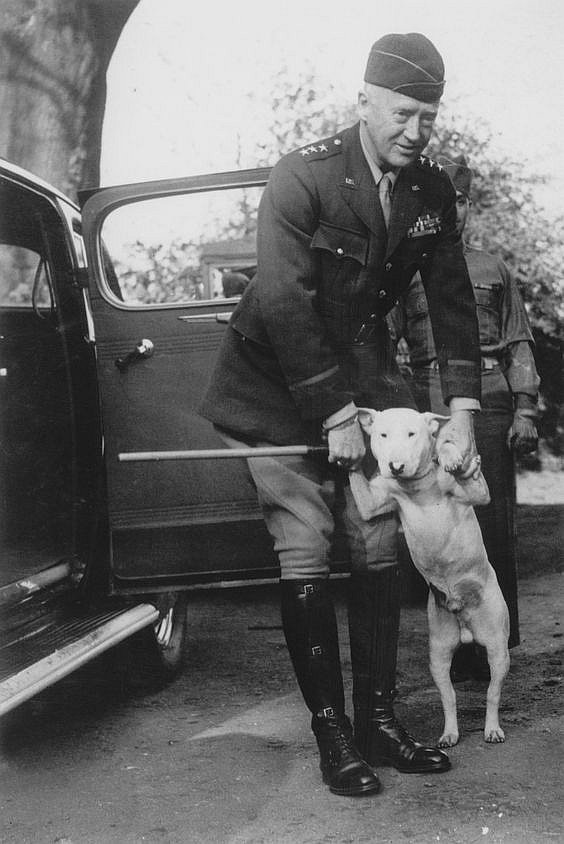
Il Generale Patton ritratto con Willie, il suo fedele amico

Suscitò discussioni la sua decisione di non trattare i prigionieri di guerra delle Schutzstaffeln diversamente dagli altri, asserendo che tale corpo era diventato troppo numeroso nel corso della guerra per essere diverso dagli altri eserciti. Altrove dichiarò di essere caldamente a favore di un'azione congiunta anglo-americana e tedesca in funzione anti-sovietica, dal momento che a suo dire l'URSS non avrebbe avuto motivo di restare in rapporti amichevoli con l'Occidente una volta crollato il Reich.

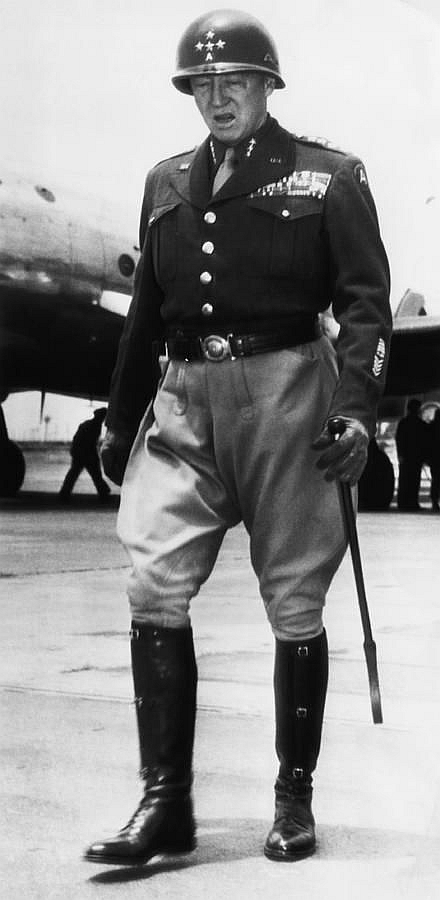
Il generale Patton ritratto a Los Angeles nel giugno 1945 accanto a dei velivoli militari. Da notare le 4 stelle sul casco. Dalle sue truppe fu chiamato "Old Blood and Guts": (vecchio sangue e budella)

Sembra che Patton fosse convinto dell'inevitabilità di una guerra contro i sovietici, che ipotizzasse di riarmare subito l'esercito tedesco per impiegarlo accanto agli eserciti anglo-americani e che auspicasse un attacco immediato all'Armata Rossa; egli credeva ottimisticamente di "ricacciare quei dannati russi a Mosca in tre mesi". Patton riteneva pure che gli ebrei si sarebbero opposti a un'alleanza con i tedeschi e che provassero simpatia per l'Unione Sovietica. Egli avrebbe affermato che l'"influenza semitica nella stampa" mirava a "promuovere il comunismo". Dichiarazioni di questo tenore suscitarono polemiche e favorirono la destituzione del generale da incarichi operativi di comando. Patton fu amareggiato per non aver ricevuto alcun incarico nelle ultime fasi della guerra del Pacifico, e si rassegnò al suo ruolo di amministratore militare della Baviera.

## La morte

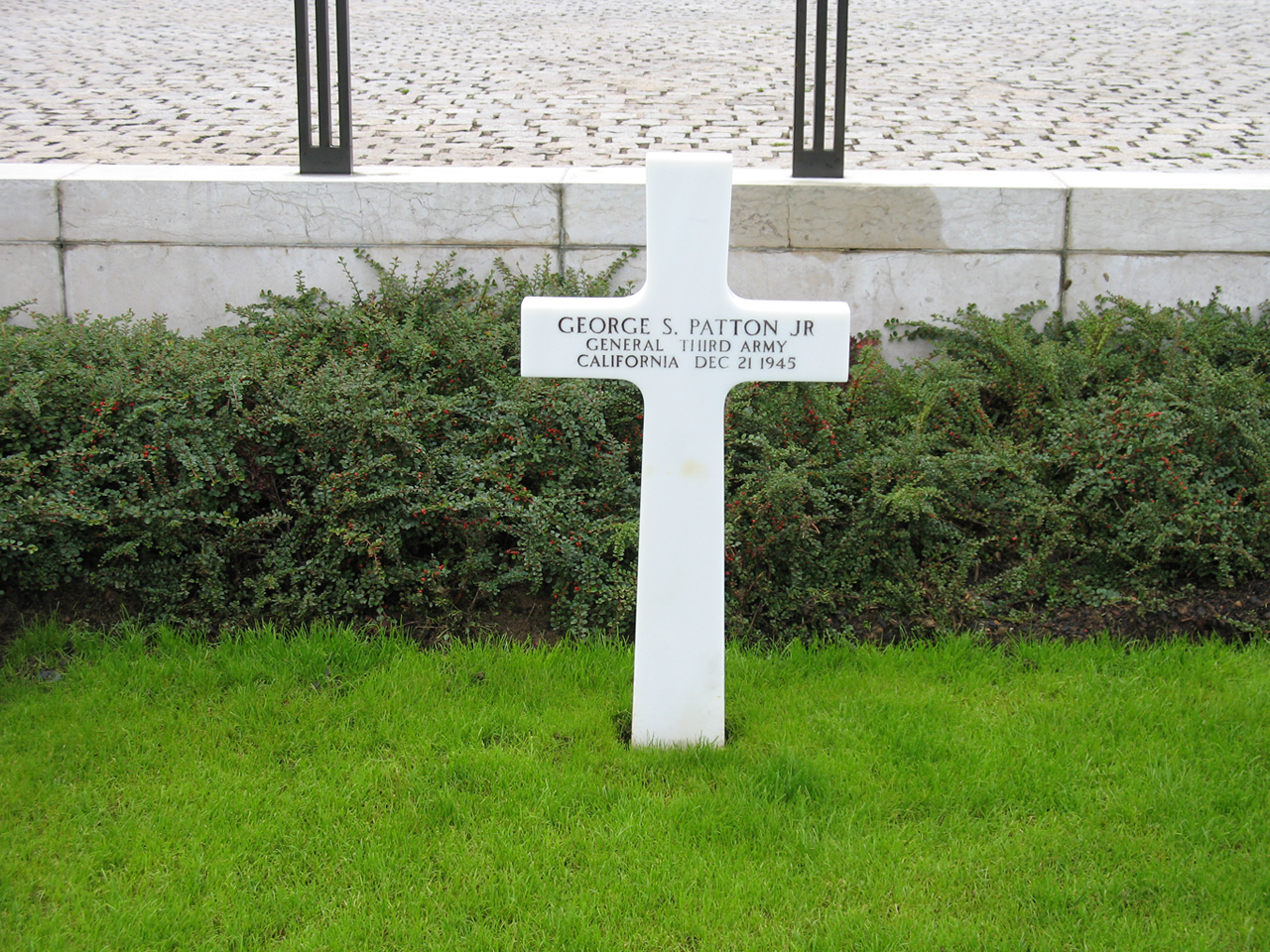
Tomba di Patton

Il 25 novembre 1945, George S. Patton aveva ricevuto anche la cittadinanza onoraria della città di Lussemburgo durante una cerimonia in occasione del primo anniversario della liberazione della città di Metz. In quell'occasione storica ci fu l'incontro pubblico con colui che era definito il "Murat della Seconda Guerra Mondiale". Durante il banchetto, il generale Patton era stato visto da  tutti come un uomo "pieno di vitalità e gioia" seduto tra il principe Felice e il ministro degli Interni lussemburghese, Lambert Schaus.
L'incidente fra la Cadillac e il camion
Il 9 dicembre 1945, mentre si dirigeva a una battuta di caccia al fagiano insieme al generale Hobart Raymond Gay (1894-1983), rimase coinvolto in un incidente stradale nei pressi di Spira: a un incrocio la sua limousine Cadillac del 1938 si scontrò violentemente contro un autocarro dell'esercito americano.

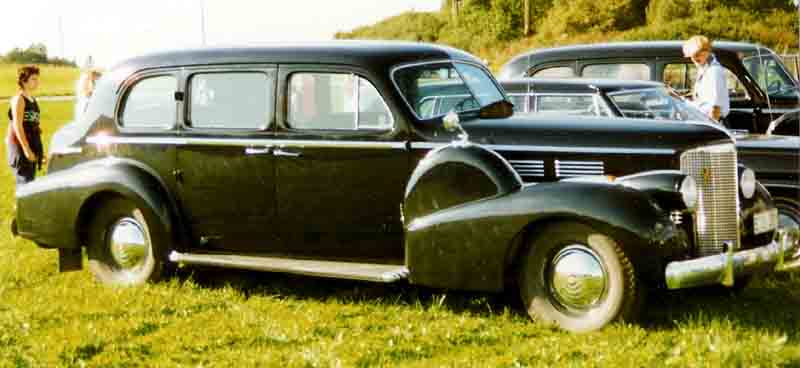
Una "Cadillac Imperial" limousine del 1938

Nessuno rimase ferito tranne Patton che, seduto sul sedile posteriore, fu sbalzato in avanti e urtò violentemente la testa sul sedile anteriore (contro la separazione vitrea che separava dall'abitacolo posteriore) rompendosi l'osso del collo. Pur avendo riportato irreversibili e gravi traumi, riuscì a sopravvivere tra atroci sofferenze per un totale di dodici giorni trascorsi in trazione spinale per diminuire la pressione sulle vertebre. 

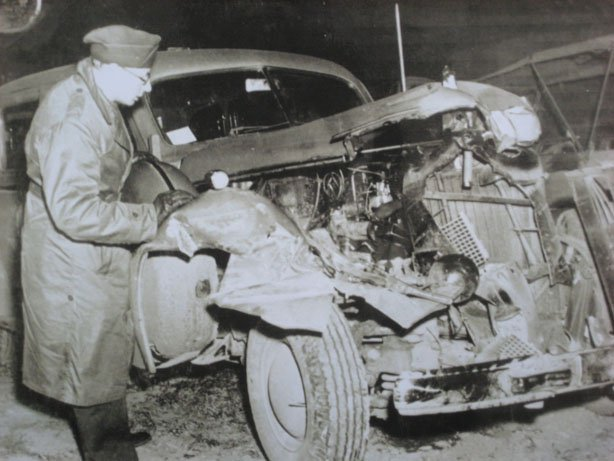
La foto della vettura di Patton danneggiata dall'urto con il camion, 9 dicembre 1945

Il fatto era che il generale d'acciaio si trovò impossibilitato a muoversi, lamentando con il generale Hobart Gay (che viaggiava insieme nella vettura) la mancanza di respiro (sintomi tipiche delle gravi lesioni cervicali). Fu portato d'urgenza all'ospedale di Heidelberg: il responso fu una frattura di compressione e lussazione 3ª e 4ª vertebra cervicale e il midollo spinale cervicale lesionato. La paralisi totale purtroppo era la conseguenza inevitabile ad un urto così violento in quella zona del corpo.
Mentre sembrava che le condizioni si fossero ristabilite, morì di edema polmonare e congestione cardiaca, alle 17:45 (secondo altre fonti alle 18:00) del 21 dicembre 1945, all'età di sessant'anni. La sua morte ha originato ipotesi di un complotto per eliminarlo, a garanzia del patto di Jalta.
Venne sepolto, secondo le sue volontà, nel cimitero americano del Lussemburgo, insieme agli altri soldati caduti nell'offensiva delle Ardenne.

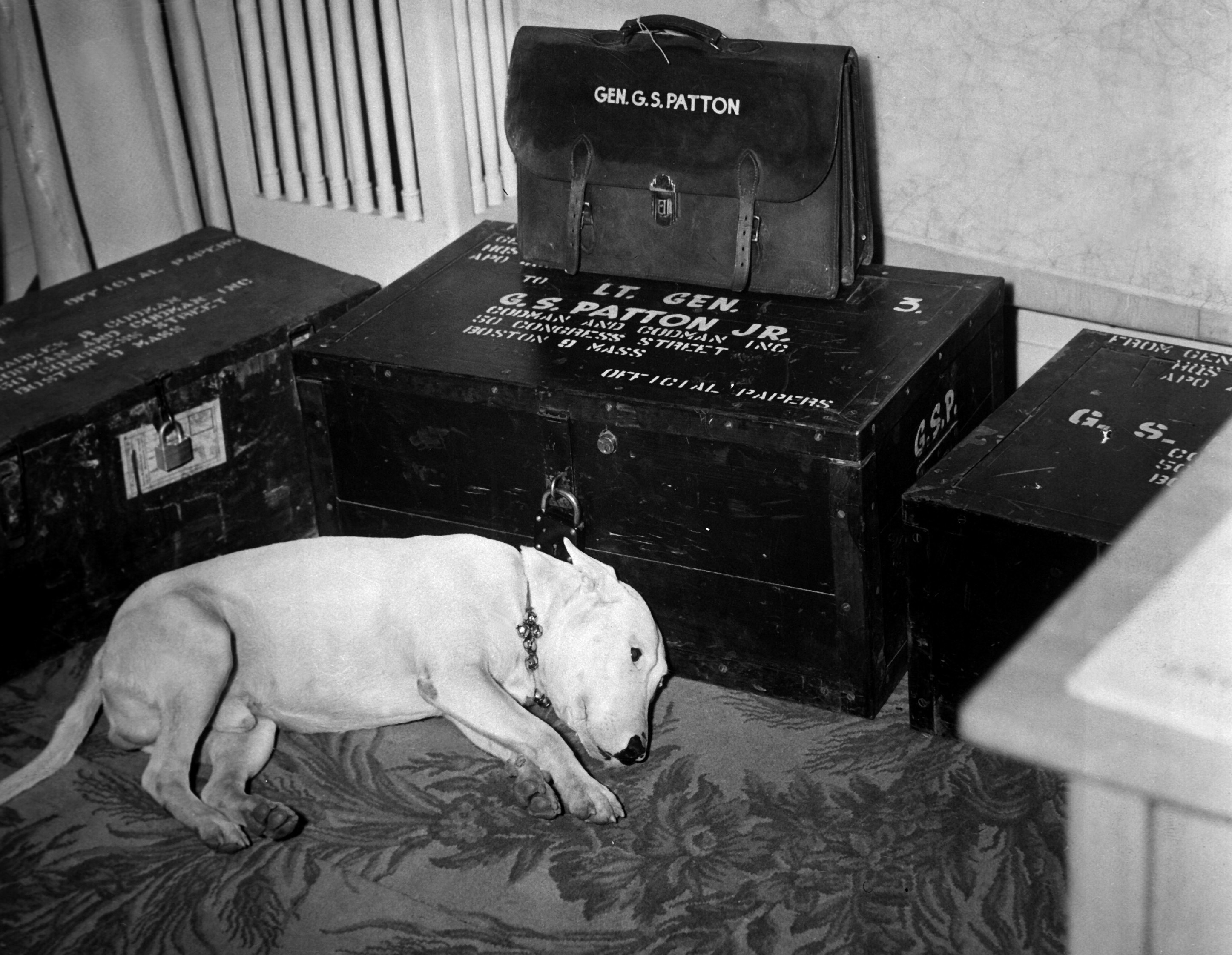
Il fedele amico del generale d'acciaio, il cane Willie (1942-1955), cui era molto affezionato, qui fotografato a Bad Nauheim, nel momento di tristezza, gennaio 1946, accanto agli oggetti personali di Patton pronti a essere imbarcati negli USA

Per alcune azioni non gradite (quali quelle di lasciare ex-nazisti ai posti di comando) fu sollevato dall'incarico di governatore militare il 28 settembre 1945 e il 7 ottobre da capo della Terza Armata. Tutte queste decisioni furono prese da  Ike Eisenhower. Gli fu lasciata come "consolazione" la 15ª Armata con sede a Bad Nauheim, di dimensioni ridotte e con la missione di scrivere una storia dell'ultimo conflitto bellico d'Europa, quello da lui vissuto. Patton perse interesse per queste azioni. Decise che dal 10 dicembre, con il congedo, non sarebbe più tornato in Europa.
Le sue ultime decisioni erano di non vedere nessuno al di fuori della consorte Beatrice (1886-1953), arrivata con l'aereo dagli Usa in Germania. Le disse testualmente:

## Monumenti

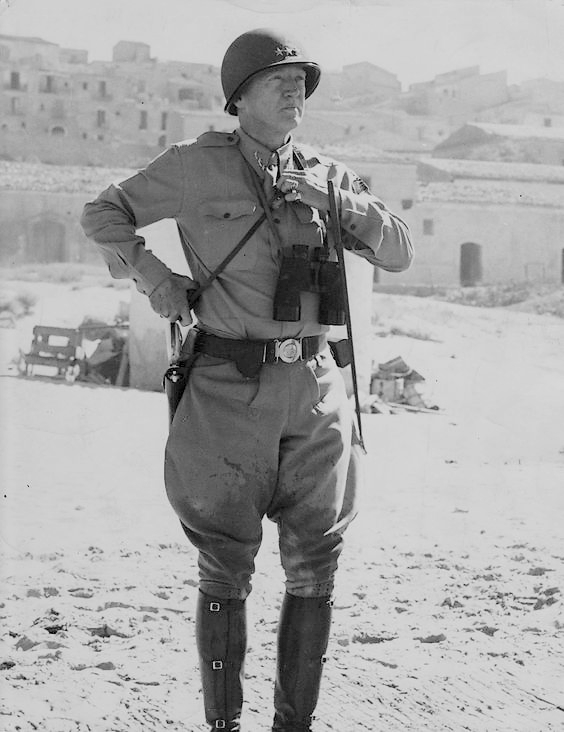
Il generale d'acciaio ripreso, in Sicilia, in uno dei suoi tipici atteggiamenti, con la pistola con impugnatura in avorio (e non madreperla) e il casco con le 3 stelle, che da aprile 1945 passeranno, con la promozione, a 4. Era sempre in posizioni d'avanguardia, marciando in fronte, possibilmente in piedi, con un frustino e il binocolo, sulla jeep Willys rispetto ai suoi soldati

Ettelbruck, distante 33 km. da Hamm, la località che ospita il cimitero di guerra americano con 5073 salme, ha un museo dedicato a Patton e ha, in un parco, edificato una statua a lui dedicata. Si trova in quel luogo a ragion veduta, per  motivi storici legati alla carriera e alla strategia di Patton: è ai margini della città, nella zona dove gli americani respinsero i tedeschi per riconquistare proprio la città di Ettelbruck.

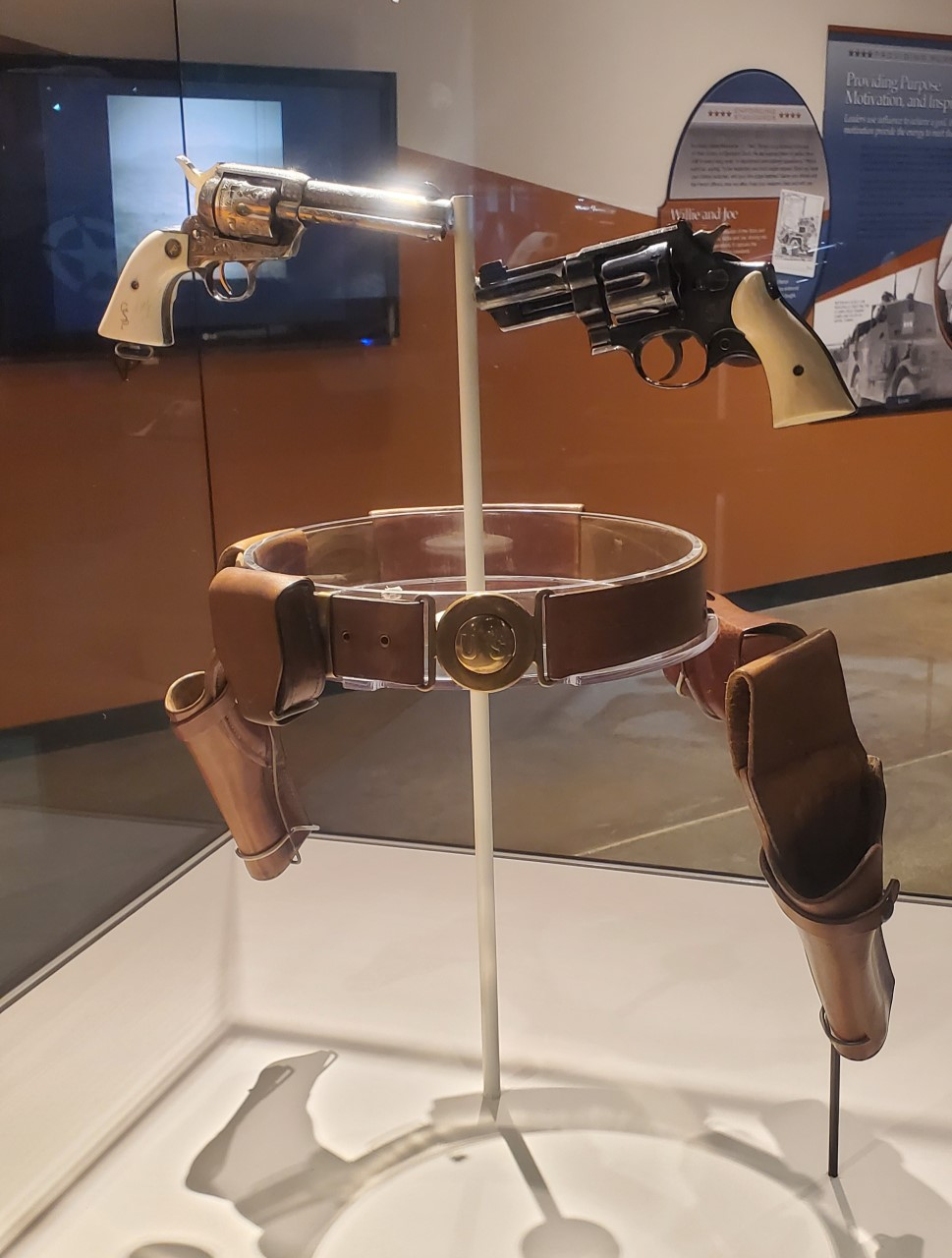
Le armi del generale custodite al museo di Fort Knox, nel Kentucky

Un'altra statua è stata eretta a Pilsen, Repubblica Ceca, inaugurata il primo maggio 2015.
Patton era famoso per le sue armi personali: una Colt Single Action Army calibro 45 chiamata da lui peacemaker placcata argento con impugnatura d'avorio con le sue iniziali, usata nel 1916 contro i seguaci di Pancho Villa e che uccise il componente  della banda Julio Cardenas, una Smith & Wesson 27 e una Colt M1911 che modificò personalmente rendendola però poco sicura.

## Filmografia
La figura del generale Patton è stata riportata sullo schermo nei film:
- Patton, generale d'acciaio (Patton) (1970), film statunitense di Franklin J. Schaffner, con George C. Scott nella parte del generale
- Obiettivo Brass (Brass Target) (1978), film statunitense di John Hough, con George Kennedy nella parte del generale
- In guerra per amore (2016), film italiano di Pif, con Forest Baker nella parte del generale
- Fa inoltre una breve apparizione in Parigi brucia? (1966), di René Clément, interpretato da Kirk Douglas.